# ハルメン・ステーンウェイク
ハルメン・ステーンウェイク（ Harmen Steenwijck、1612年ころ生まれ、1656年以降に没）はオランダ黄金時代の画家、版画家の一人である。静物画を描いたことで知られる。

## 略歴
デルフトの眼鏡職人の息子に生まれた。父親がオランダ東部の街、Steenwijkの出身であったとされる。弟に静物画家になったピーテル・ステーンウェイク(Pieter Steenwijck:c.1615-1666)がいる。生年は明らかでなく最初の知られている作品の制作年が1633年であったことから1612年ころと見積もられた。
1628年に叔父にあたるライデンの画家、ダーフィット・バイリー(David Bailly)の弟子になったとされる。ライデンでは5年ほど修行したと推定され、1636年にはデルフトに戻っていて、デルフトの聖ルカ組合のメンバーになっている。1837年からデルフトの民兵組織に加入していた記録があり、1654年にオランダ領東インドに商船で航海し、翌年1月にデルフトに戻った記録があるが、その後の消息や没年は知られていない。
静物画家として知られ、魚などを描いた作品で知られる。絵を学んだダーフィット・バイリーがしばしば描いた「ヴァニタス」と呼ばれる頭蓋骨や花、蝋燭などを描いて「人生のはかなさ」を示す寓意画も描いた。

## 作品

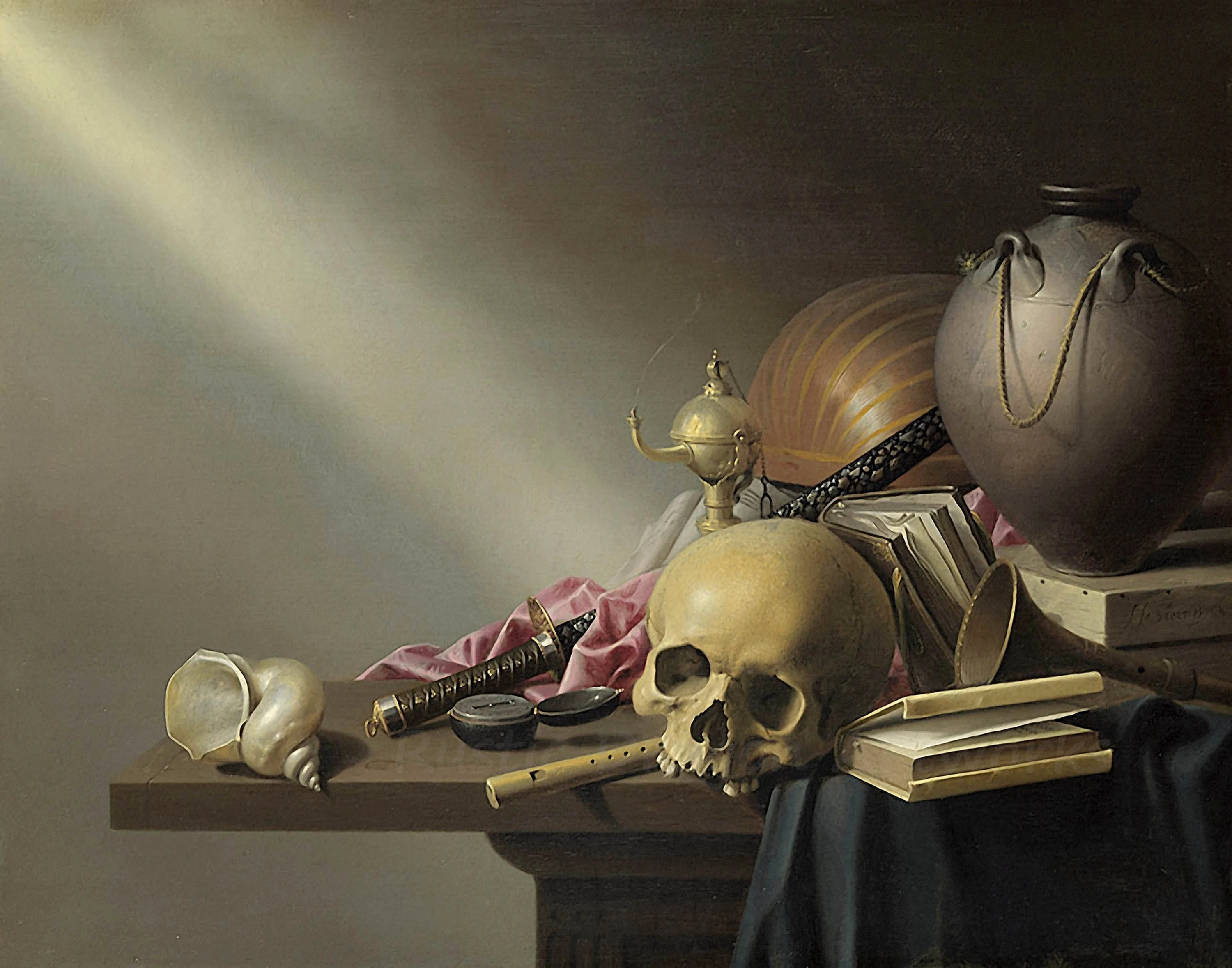
『静物:人生の虚無の寓意』 ナショナル・ギャラリー (ロンドン) 蔵
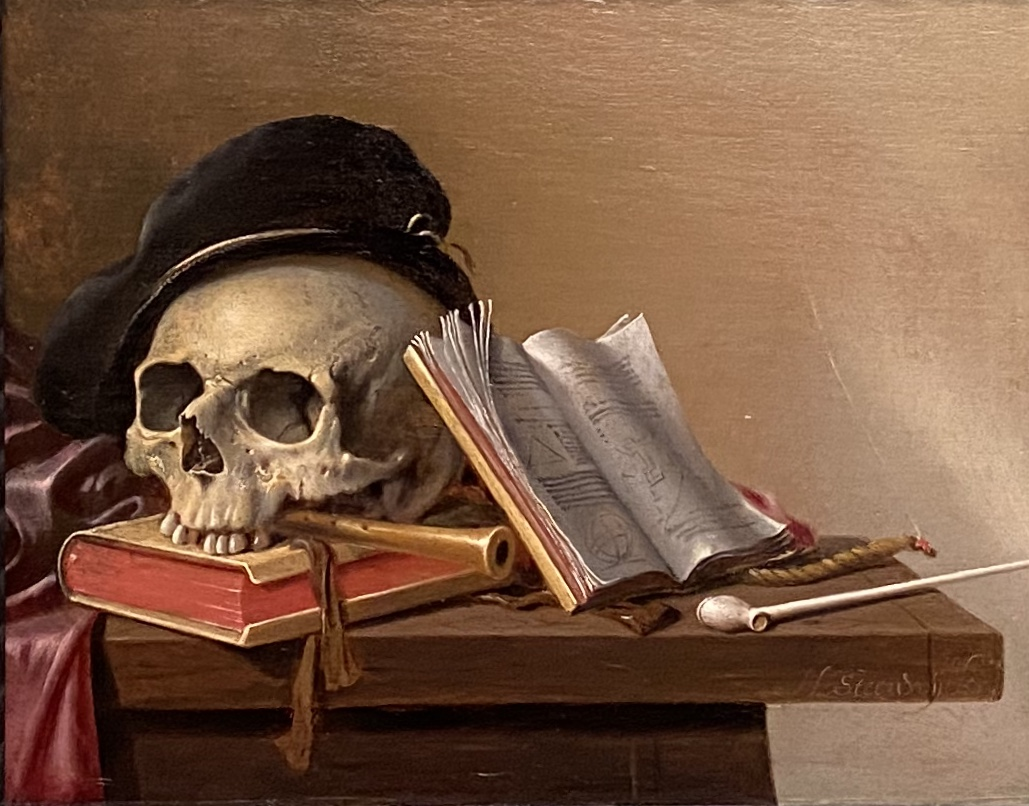
頭蓋骨、本、笛、パイプのある静物画 バーゼル市立美術館 蔵
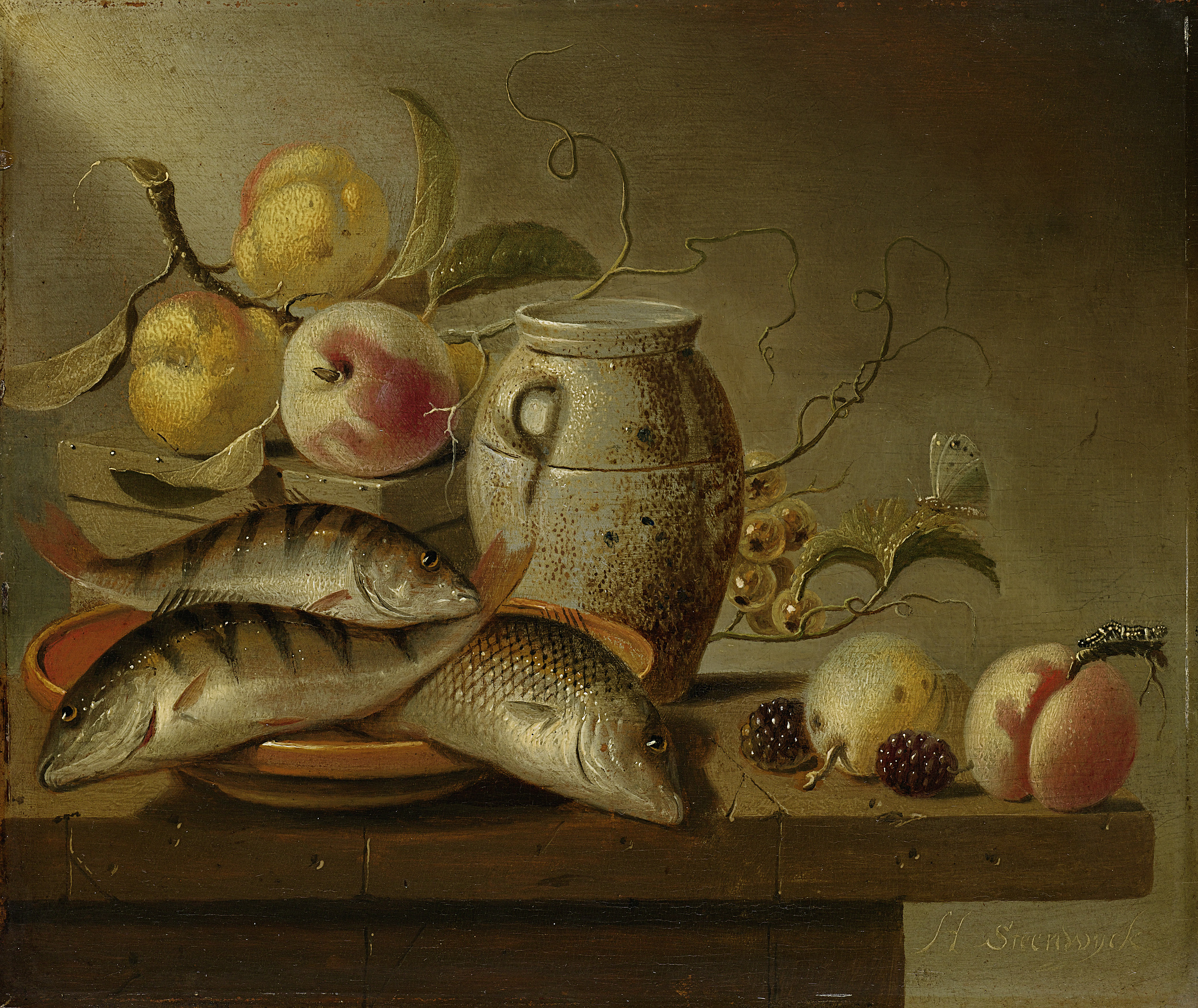
水差し、魚、果物のある静物画 アムステルダム国立美術館 蔵
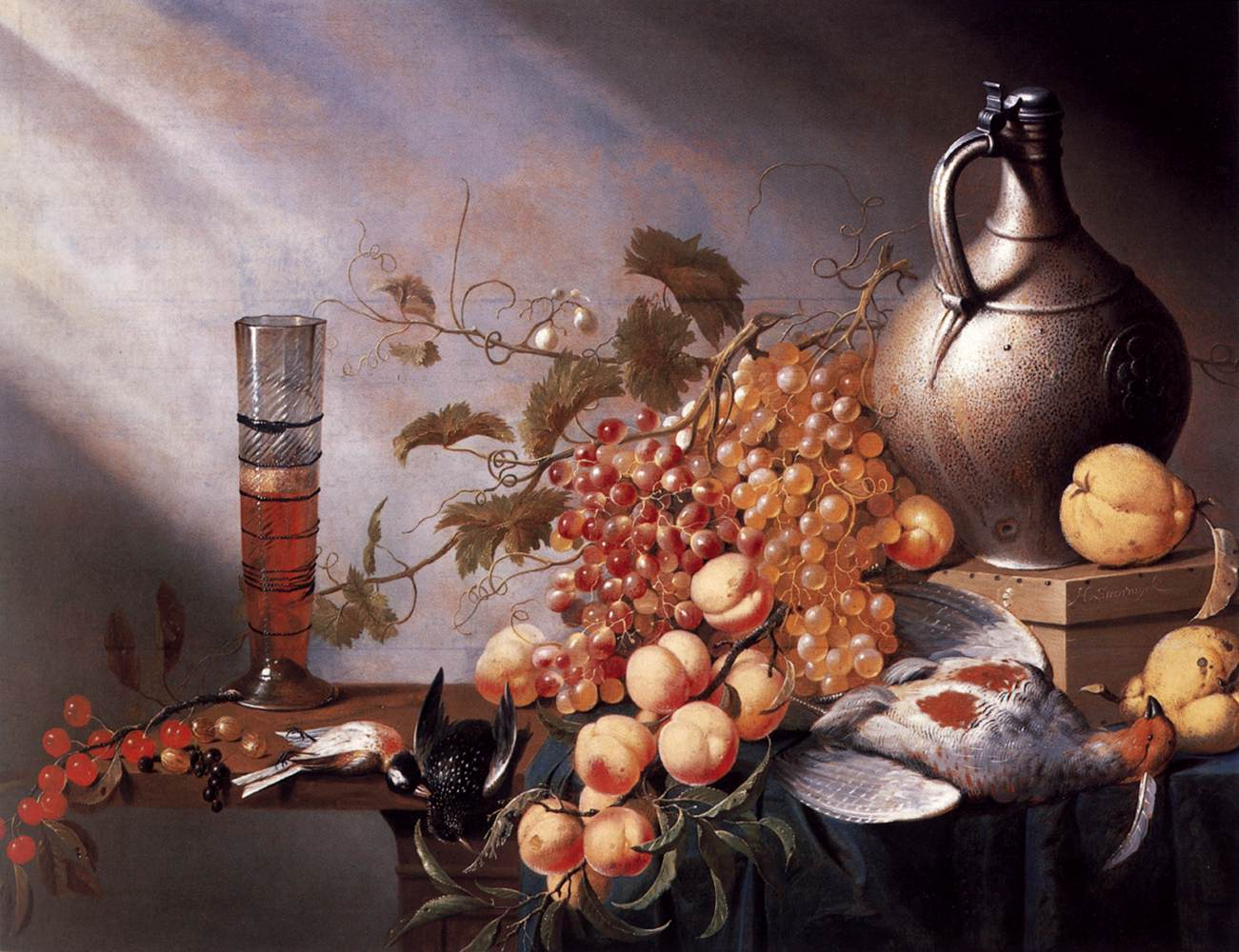
果物と死んだ雉のある静物画 アムステルダム国立美術館 蔵